# Аполипопротеин C1
Аполипопротеин C1 (апоС-I, апоC1; англ. apolipoprotein C-I, apoC-I) — аполипопротеин плазмы крови, который входит в состав хиломикронов, липопротеинов очень низкой плотности и липопротеинов высокой плотности. АпоС1 является активатором фермента лецитинхолестеринацилтрансфераза (ЛХАТ) и таким образом участвует в обмене холестерина в крови.

## Структура и функция
АпоС1 состоит из 57 аминокислот, молекулярная масса белка всего 6,6 кДа. Это самый короткий аполипопротеин и является фактически более полипептидом, чем белком. Вторичная структура апоС1 включает амфифильную α-спираль, то есть спираль, одна сторона которой — гидрофобная и связана с липидом, а противоположная — гидрофильная и экспонирована в водную среду. Так же как апоС2 или апоЕ, он относится к обмениваемым аполипопротеинам. АпоС1 является активатором лецитинхолестеринацилтрансферазы. Кроме этого, апоС1 может ингибировать эфиры холестерина-переносящий белок (ЭХПБ), а также печёночную липазу и фосфолипазу 2.

## Ген
Ген апоС1 человека локализуется в хромосоме 19 и находится в кластере с другими аполипопротеинами апоЕ и апоС2.

## Роль в патологии
АпоС1 связан с развитием гипертриглицеридемии и болезни Альцгеймера.

## См.также
- Лецитинхолестеринацилтрансфераза
- Гиперлипопротеинемия